# Aurelius Arcadius Charisius
Aurelius Arcadius Carisius (4. század) római jogász.
Nagy Konstantin korában élt, jeles jogász volt. Irataiból sok kivonat maradt fenn. Magister libellorum volt, munkái: „De officio praefecti praetorii", „De muneribus civilibus", „De testibus" stb.